# Lovaina-a-Nova
Lovaina-a-Nova (em língua francesa:  Louvain-la-Neuve) é uma cidade planejada no município de Ociniaco-Lovaina-a-Nova, Valônia, Bélgica, situada a 30 km a sudeste de Bruxelas, na província de Brabante Valão. A cidade foi construída para abrigar a Universidade Católica de Lovaina (UCLouvain) que está situada na cidade; após as disputas linguísticas que ocorreram na Bélgica durante a década de 1960, e de discriminação contra os linguisticamente flamengos na Universidade Católica de Lovaina, a instituição foi dividida na instituição de língua neerlandesa Universidade Católica de Lovaina (KU Leuven), que permaneceu em Lovaina (ou "Lovaina-a-Velha"), e a Universidade Católica de Lovaina (UCLouvain).
Em grande medida, ainda vive seguindo os ritmos da universidade que é sua razão de ser.